# Karl Stroth
Karl Stroth (* 18. November 1934 in Bochum) ist ein deutscher Schauspieler bei Bühne und Fernsehen.

## Leben und Wirken
Stroth hatte nach dem Abitur zunächst Maschinenbau studiert, entschloss sich dann aber zu einem Berufswechsel und ließ sich in seiner Heimatstadt Bochum zum Schauspieler ausbilden. Zu seinen frühen Theaterstationen zählten Bonn, Essen, Düsseldorf und Hamburg, ehe Stroth Freiberufler wurde und sich nicht mehr fest an ein Ensemble band. Neben Hörfunkaufgaben widmete sich Stroth auch eine kurze Zeit lang der Arbeit vor Fernsehkameras. In diesem Medium erhielt er ein Jahrzehnt lang (1970–1980) zumeist kleine Rollen, die nur selten einen bleibenden Eindruck hinterließen.

## Filmografie
- 1970: Sessel zwischen den Stühlen
- 1970: Percy Stuart (TV-Serie, eine Folge)
- 1971: Kennen Sie Georg Linke?
- 1971: Geschäfte mit Plückhahn
- 1972: Doppelspiel  in Paris
- 1973: Neues vom Kleinstadtbahnhof (TV-Serie, eine Folge)
- 1973: Hamburg Transit (TV-Serie, eine Folge)
- 1978: Das Fernsehgericht tagt (TV-Reihe, eine Folge)
- 1980: St. Pauli-Landungsbrücken (TV-Serie, eine Folge)